# 세종학당재단

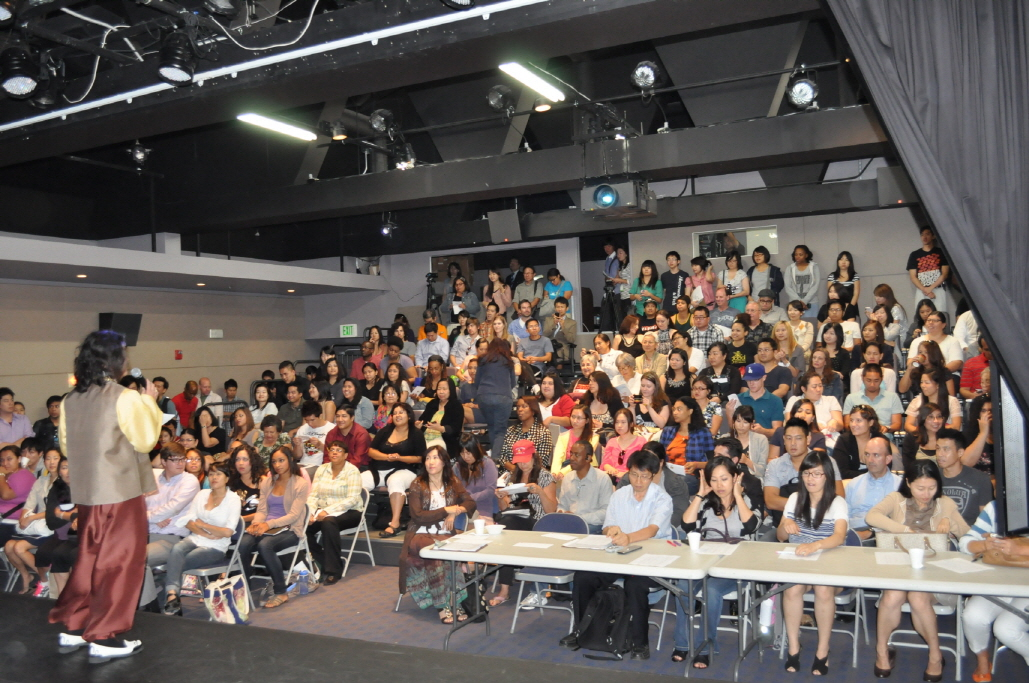
미국 로스엔젤레스의 세종학당 (2011년)

세종학당재단(世宗學堂財團, 영어: King Sejong Institute Foundation, KSIF)은 외국어 또는 제2언어로서의 한국어 보급을 효율적으로 수행함을 목적으로 하는 문화체육관광부 산하 기타공공기관으로, 세계 87개국 252개소에 세종학당을 두고 있다. 재단은 서울특별시 서초구 남부순환로 2351에 위치해 있다.

## 개요
세종학당은 외국어 또는 제2언어로서 한국어를 배우고자 하는 자를 대상으로 한국어와 한국 문화를 알리고 교육하는 기관으로, 문화체육관광부 산하 기타공공기관에 해당한다. 운영비·교재·교원 교육 등은 정부와 재단에서 지원한다. 문화 상호주의에 입각한 문화 교류 활성화, 외국어 또는 제2언어로서 한국어를 배우고자 하는 자를 대상으로 하는 실용 한국어 교육, 한국어 교육 대표 브랜드 육성 및 확산을 목적으로 하며, 학당은 현지의 한국어 학습 수요가 충분하고 교원·교육 공간 등이 확보된 경우에 한해 심사를 거쳐 지정한다.
초기에는 전략 지역에 우선적으로 학당을 열었으나, 2011년부터는 신청을 받아 심사를 거쳐 지정하고 있으며, 2012년 상반기에는 16개국 38개소가 신청, 심사 결과 독일의 본 대학교, 페루의 페루가톨릭대학, 알제리의 알제2대학 등이 지정되었다. 2025년 기준, 전 세계 87개국·252개소가 지정되어 있다.
누리 세종학당은 『국어기본법』 제19조에 의거하여 세종학당재단에서 운영하고 있는 누리집이다. 한국어와 한국의 문화를 해외 외국인을 대상으로 교육하고 있으며, 한국어·한국문화 정보의 보급 및 한국어 교육 자원에 대한 접근성을 높이려고 노력하고 있다. 학습자 대상 콘텐츠와 교원 대상 콘텐츠로 나누어 자료를 제공하고 있으며 한국어 교육 수요자와 실시간으로 소통하여 공감대를 형성하고, 더 나아가 참여자 간 경험을 공유할 수 있도록 방향 제시 및 공간을 확보하기 위해 노력하고 있다.

## 역사
세종학당 사업은 2011년까지 세계 100곳에 한국어와 한국문화를 가르치는 세종학당을 건립하여 한국문화의 세계화를 이뤄내겠다는 목표로 문화관광부와 국립국어원이 추진한 사업이다. 2007년 1월, 김명곤 문광부 장관은 "런던이나 파리 등 문광부가 운영하는 해외 문화원과 현지 대학을 중심으로 올해부터 2011년까지 세종학당을 설립할 계획"이라고 밝혔다. 이듬해 7월, 국립국어원은 세종학당의 초급 한국어 교재로 사용될 《초급 한국어 쓰기》 교재 5권을, 중국어·베트남어·타갈로그어·태국어·몽골어 등 아시아 지역 5개 언어로 발간하였다.
세종학당 수강생 수는 2007년 몽골 수도 울란바토르를 시작으로 3개국 13곳에서 연간 740명 수준이었으나, 2012년 세종학당재단의 출범 이후 수강생이 급증, 2023년에는 전 세계 세종학당에서 한국어를 공부한 수강생이 21만 374명을 기록하였다.

## 주요 사업
1. 외국어 또는 제2언어로서의 한국어와 한국문화를 교육하는 기관이나 강좌를 대상으로 세종학당 지정 및 지원
2. 온라인으로 외국어 또는 제2언어로서의 한국어와 한국문화를 교육하는 누리집(누리세종학당) 개발·운영
3. 세종학당의 한국어 표준 교육과정, 교재 개발 및 보급
4. 세종학당의 한국어 교원 양성, 교육 및 파견 지원
5. 세종학당을 통한 문화교육 및 홍보사업
6. 그 밖에 외국어 또는 제2언어로서의 한국어보급을 위하여 필요한 사업

## 연혁
- 2008년 - 이명박 대통령, 국무회의에서 "한글이 국제 경쟁력 제고 방안" 지시
- 2009년
  - 7개 부처 합동 '한국어 보급 확대 및 세계화 방안' 발표
  - 국가경쟁력강화위원회·국가브랜드위원회·문화관광부, 한글·한국어 세계화 및 이를 국가브랜드로 육성하겠다고 발표
- 2010년 - 세종학당 관련 『국어기본법』 개정안 부처 협의
- 2011년 - 세종학당재단 설립 추진 등이 담긴『국어기본법』 개정안 발표
- 2012년
  - 5월 23일 - 『국어기본법』 개정 및 공포
  - 8월 24일 - 『국어기본법』시행
  - 10월 11일 - 세종학당재단 임원 임명 및 창립총회 개최
  - 10월 17일 - 법인설립등기
  - 10월 24일 - 세종학당재단 출범
- 2013년 - 기획재정부, 세종학당재단을 기타공공기관으로 지정

## 조직

#### 이사장
- 제1대: 송향근 (2015~2018년)
- 제2대: 강현화 (2018~2021년)
- 제3대: 이해영 (2021~2024년)

#### 사무총장
- 이사회
- 감사
- 경영기획본부
  - 전략기획팀
  - 운영지원팀
  - 홍보협력팀
- 학당사업본부
  - 학당기획팀
  - 학당지원팀
  - 교육문화팀
- 콘텐츠사업본부
  - 콘텐츠개발팀
  - 온라인정보화팀
  - 세종한국어평가팀
- 해외사무소

## 같이 보기
- 한국문화원(KCC)
- 한국국제교류재단(코리아 파운데이션, KF)
- 대한민국에 분사무소가 있는 외국의 유사 역할 기관
  - 알리앙스 프랑세즈(Alliance Française, AF) - 프랑스어 교육기관
  - 영국 문화원 - 영국식 영어 교육기관
  - 공자학원 - 중국어 교육기관
  - 국제교류기금 - 일본어 교육기관
  - 유누스 엠레 문화원 - 터키어 교육기관
  - 독일 문화원 - 독일어 교육기관
  - 세르반테스 문화원 - 스페인어 교육기관
  - 카몽이스 문화원 - 포르투갈어 교육기관
- 대한민국에 분사무소가 없는 외국의 유사 역할 기관
  - 단테 알리기에리 협회 - 이탈리아어 교육기관
  - 루스키 미르 재단 - 러시아어 교육기관